# The Dr. Oz Show
The Dr. Oz Show è un programma televisivo statunitense dedicato alla medicina, in onda dal 2009 al 2022. È presentato da Mehmet Öz, chirurgo cardiotoracico e insegnante alla Columbia University di New York, diventato famoso in seguito alle sue frequenti apparizioni al The Oprah Winfrey Show.
Ha debuttato negli Stati Uniti il 14 settembre 2009. In Italia The Dr. Oz Show ha debuttato in chiaro su LA7d l'11 luglio 2010, e il 29 settembre successivo su Fox Life, canale tematico di Sky Italia.

## Programma
Lo show è prodotto da Harpo Productions e Sony Pictures Entertainment, e viene registrato nello studio 6A degli NBC Studios di New York. Nasce come spin-off del più celebre The Oprah Winfrey Show; dopo Dr. Phil è la seconda volta che viene creato un nuovo programma incentrato su di un ospite regolare di Oprah Winfrey.
Ogni puntata si suddivide in vari segmenti, che solitamente prevedono la presenza di ospiti, famosi e non, con i quali il Dr. Oz affronta e discute diversi argomenti. Uno dei temi più trattati in assoluto è la dieta e la sana alimentazione in generale, riflesso delle allarmanti percentuali di obesità tra i cittadini degli Stati Uniti.
La puntata intitolata The Science of Intersex è stata candidata per il GLAAD Media Award nella categoria Miglior episodio talk show.

## Critica
In una revisione paritaria eseguita da ricercatori indipendenti del settore, è stata valutata l'accuratezza scientifica dei contenuti del Dr. Oz Show prendendo come riferimento in modo casuale 40 episodi e 80 raccomandazioni fornite nel talk show: nella pubblicazione si evince come il 54% dei consigli di salute non erano supportati da studi scientifici pubblicati o sono stati contraddetti dalle ricerche attualmente condivise in ambito medico. Il Dr. Oz Show è stato criticato nella stessa revisione paritaria per mancanza di informazioni adeguate sui vantaggi specifici e la grandezza di questi benefici nei prodotti trattati nello show, lo studio ha, inoltre, messo in guardia dai conflitti di interesse in alcuni prodotti trattati nel programma. Nello studio si conclude che gli spettatori del talk show dovrebbero essere scettici riguardo alle raccomandazioni mediche trattate nel programma.